# Bartók Rádió
A Bartók Rádió (1987. május 23-ig 3. műsor néven) a Duna Médiaszolgáltató klasszikus és dzsessz zenét, valamint irodalmi műsorokat közvetítő rádióadója. Névadója Bartók Béla zeneszerző, zenegyűjtő és zongorista.

## Története
1957 márciusában a Magyar Rádió elindította kísérleti keleti-normás URH adását, este 6-tól késő estig. Ez 1973. június 18-án saját napi programmal 3. műsor néven vált önállóvá. Éjszakai műsora 1996-ban megszűnt, de  1999. október 1-jétől Budapesten, 2000. április 12-étől országosan is újra hallható Notturno címmel az URH-FCC-sávban.
- 1973. június 18.-án felveszi a 3. műsor nevet
- 1987. május 23-án a korábbi 3. műsor felvette a Bartók Rádió nevet.
- 2000. április 12-én megtörténik a keleti normás OIRT-URH-ról történő országos átállás.
- 2007. június 4-én új műsorstruktúrát vezettek be és a csatorna nevét MR3-Bartók Rádióra változtatta.
- 2011 májusában fokozatosan elhagyták a rádió nevéből az MR szócskát.
- 2012. július 27-én a közmédia összes csatornájával együtt új logót, megjelenést kapott.
- 2013. március 15-én a Magyar Rádió összes csatornája új hangzást kapott.

## Terjesztés

### Földfelszíni sugárzás
Analóg sugárzás ultrarövidhullámon (FM) a következő adókból és frekvenciákon:
- Budapest, (Széchenyi-hegy) 105,3 MHz
- Kékes 90,7 MHz
- Nagykanizsa 104,7 MHz
- Kab-hegy 105,0 MHz
- Komádi 105,1 MHz
- Tokaj 105,5 MHz
- Szeged 105,7 MHz
- Kiskőrös 105,9 MHz
- Debrecen 106,6 MHz
- Győr 106,8 MHz
- Ózd 106,9 MHz
- Vasvár 106,9 MHz
- Szentes 107,3 MHz
- Miskolc 107,5 MHz
- Pécs 107,6 MHz
- Sopron 107,9 MHz

### Műholdon
- Műhold: Thor 5
- Frekvencia: 11,785
- Polarizáció: Horizontális
- Transzponder (nyugati): BSS04/C04
- Szimbólumsebesség: 28,000
- FEC: 7/8
- SID: 3700

### Interneten
A rádió műsora az interneten keresztül is hallgatható élőben, és az archívumból 3 hétre visszamenően.

## Hallgatottsága
A csatorna kifejezetten magaskultúrát képviselő profilja szűk rétegigényeket elégít ki. Hallgatóinak nagy része középkorú és 60 év feletti, illetve diplomával rendelkező személy. Hallgatottsága tartósan 1 százalék körül mozog, a legnépszerűbb műsorainál is csak a 2-3%-ot éri el országosan az összes rádióhallgató körében. 2012 áprilisában átlagosan 74 000 ember hallgatta naponta. 2015. augusztus–október időszakban átlagosan 213 000 ember hallgatta naponta.

## Fontosabb műsorok
- Muzsikáló reggel: minden nap 6:04-9:00 (1987. január 5.-én indult)
- Muzsikáló délután: hétköznapokon 15:04-18:00
- Hangverseny-közvetítések: minden nap 19:35-22:00 (kedden és szombaton operaközvetítés)
- Új Zenei Újság: csütörtökön 18:00-19:00 (Kroó György alapította)
- Hangfogó: szombaton 6:05-9:30, vasárnap 6:05-10:30

További műsorok: Ars Nova, Kvartett, Rádióhangversenyek, Súgólyuk, Arckép. Rendszeresen hallhatóak népzenei és filmzenei műsorok is.

## Jazzműsorok

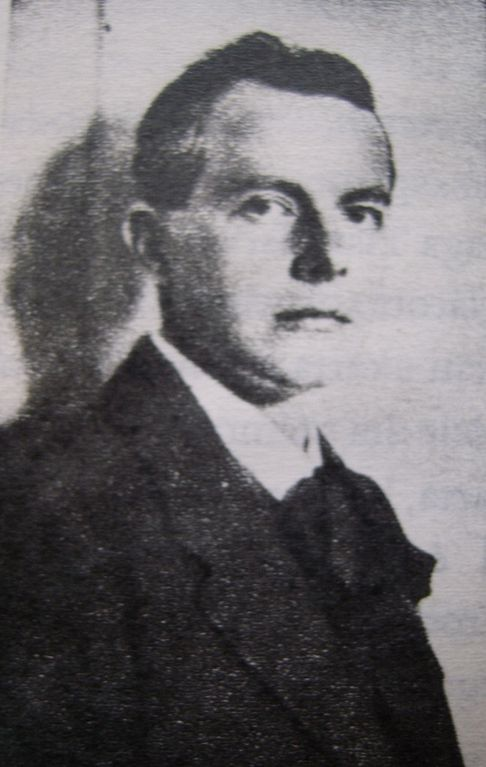
Bartók Béla, a csatorna névadója

2015 júniusától a következő időpontokban hallható jazz-muzsika:
| Nap       | Időpont                                  | Cím                |
| --------- | ---------------------------------------- | ------------------ |
| Hétfő     | 23:00 – 23:55                            | Jazz koncertek     |
| Kedd      | 22:58 – 23:53                            | Éjszakai jazzklub  |
| Szerda    | 23:00 – 23:55                            | Jazzmozaik         |
| Csütörtök | 23:00 – 23:55                            | All That Jazz      |
| Péntek    | 23:00 – 23:55                            | Jazz legendák      |
| Szombat   | 22:37 – 23:55 22:45 – 23:55 (Kéthetente) | Klasszikus és Jazz |
| Vasárnap  | 23:00 – 23:55                            | EBU Jazz           |